# Monte-Carlo Rolex Masters 2014
Monte-Carlo Masters 2014 — тенісний турнір, що проходив на ґрунтових кортах у місті Рокбрюн-Кап-Мартен, Франція з 14 квітня. Належав до категорії ATP World Tour Masters 1000, був турніром серії Мастерс Монте-Карло 2014 року.

## Фінальна частина

### Одиночний розряд
Стен Вавринка —  Роджер Федерер 4–6, 7–6(7–5), 6–2

### Парний розряд
Боб Браян /  Майк Браян —  Іван Додіг /  Марсело Мело 6–3, 3–6, [10–8]